# الداي حسين
الداي حسين هو آخر دايات الجزائر العثمانيين، ولد في مدينة أزمير التركية حوالي عام 1773. كان أبوه ضابطا في سلاح المدفعية ولهذا كان ميالا إلى العمل العسكري. تلقى تكوينا خاصا وبعدها أرسل إلى إسطنبول لمزاولة دراسته في مدرسة خاصة كجندي بسيط.

## نبذة عن حياته

### الحياة الشخصية
تزوج من الأميرة لالة فاطمة ابنة داي حسن باشا وشقيقة لالة خداواج. من هذا الاتحاد سيولد العديد من الأطفال:
- نفيسة (زوجة قائد إسماعيل)[2] (احيانا تكتب نفيسة هانم)[3]
- أمينة هانم [4]
- فتاة (زوجة إبراهيم أغا الذي خسر معركة سطاولي في 19 يونيو 1830[5]
- الحاج عمر[2] (الحاج عمر افندي باشا أو عمر باي)[6] (أو الحاج عمر بن الحاج حسين)[7]

### الحياة العملية
مارس تجارة التبغ في إحدى مراحل شبابه حتى أنه لقب باسم خوجة التي تعني بالعثمانية تاجر. بعدها تدرج في العسكرية من درجة جندي بسيط إلى متخصص في المدفعية وكان على دراية كبيرة بفنون الحرب كما اشتهر منذ صغره بميولاته الدينية فكان على قدر كبير من الثقافة الإسلامية كحفظه للقرآن والتزامه بأحكام الشريعة المحمدية.
سمحت له الظروف من التجنيد في ميليشيا الجزائر كجندي في الحامية العثمانية، ونظرا لتدينه الكبير كان محل احترام السكان وهذا ما أهله أن يكون إماما إلى أن نصبه الداي عمر باشا أمينا للإيالة وأعطاه إدارة كل أملاك الدولة باعتباره خوجة الخيل وأصبح بعدها عضوا في الديوان.

## داي الجزائر

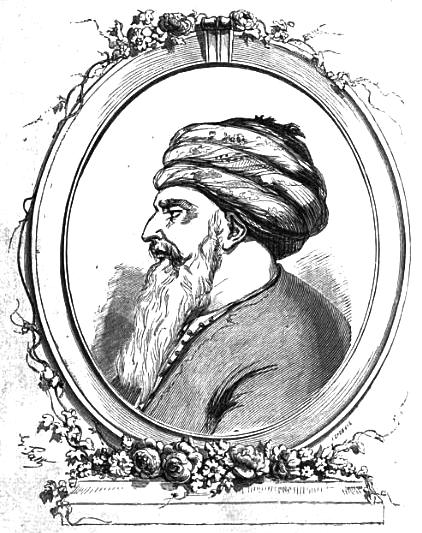
حسين داي، رسم فيكتور دوروي (1864)

ولي الحكم في الجزائر بناء على وصية من الحاكم السابق عمر باشا قبل وفاته في فبراير عام 1818 وكان صهر عمر باشا السيد الحاج مصطفى بن مالك هو الذي أخبر الداي حسين بالوصية أمام جمع كبير من الأعيان والعلماء. بعد ذلك تمت مبايعته من طرف الوزراء والأعيان والعلماء والأشراف وشاع الخبر بين الناس فاستحسنوه وكان ذلك في 1 مارس 1818 ليتم بعدها مراسلة الباب العالي رسميا وكان الرد بالقبول من طرف السلطان العثماني محمود الثاني الذي أرسل فرمان التعيين. وبهذا التعيين الرسمي باشر الداي حسين مهامه في بناء إيالة الجزائر من خلال تنظيم الإدارة وإصلاح الجيش خاصة الأسطول البحري حيث بنى دارا لصناعة السفن وزودها بكل الاحتياجات الضرورية، كما عرفت الحياة الاقتصادية تحسنا ملحوظا إلى جانب اهتمامه بالحياة الثقافية والاجتماعية.

## احتلال الجزائر

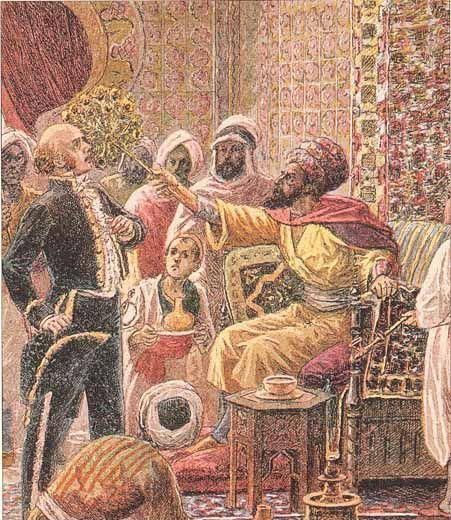
الداي حسين يلوح بمروحيته في وجه القنصل الفرنسي بيار دوفال (1827) كانت الذريعة لإحتلال الجزائر (1830)

كانت القوة المتنامية لإيالة الجزائر قد دفعت الدول الأوروبية للتفكير في ضربها وتحطيم قوتها بعد ضعف الدولة العثمانية وبذلك كانت الجزائر الدولة الأولى المستهدفة في حوض البحر الأبيض المتوسط وكانت فرنسا سباقة في احتلالها الجزائر عام 1830م

### حادثة المروحة
بدأت ذريعة الاحتلال بما عرف بحادثة المروحة التي حدثت في قصر الداي حسين عندما جاء القنصل الفرنسي بيار دوفال إلى قصر الداي يوم عيد الفطر، وهناك طالب الداي بدفع الديون المقدرة ب 24 مليون فرنك فرنسي، عندما ساعدت الجزائر فرنسا حين أعلنت الدول الأوروبية حصارا عليها بسبب إعلان فرنسا الثورة الفرنسية. فرد القنصل على الداي بطريقة غير لائقة بمكانته إضافة إلى أن الداي صاحب حق، فرد الداي حسين بطرده ولوح بالمروحة. فبعث شارل العاشر بجيشه بحجة استرجاع مكانة وشرف فرنسا. وهذه الذريعة كانت السبب في الحصار على الجزائر سنة 1828 لمدة 6 أشهر وبعدها الاحتلال ودخول السواحل الجزائرية.
بعد الاستيلاء على مدينة الجزائر واستسلام «الداي حسين» واضطراره إلى المنفى، اصطحب هناك مع عائلته وحريمه وثروة شخصية له على «سفينة جان دارك» بتاريخ 15 جويلية 1830م والتي أخذته إلى نابولي حيث اختار أن يستقر بها. تم رفض طلبه للحصول على إجازة ليستقر في فرنسا من قبل ملك فرنسا. من الشهادات حوله أنه لايصدر أي حكم إلا بالعودة إلى العلماء.
وكان «الداي حسين» قد نظم المقاومة الشعبية الجزائرية ضد فرنسا لمدة 21 يوما ابتداء من إنزال سيدي فرج في 14 جوان 1830م إلى غاية «سقوط مدينة الجزائر» بتاريخ 5 جويلية 1830م عبر معارك عديدة جرت في الضاحية الغربية من مدينة الجزائر.

### إنزال سيدي فرج (1830)

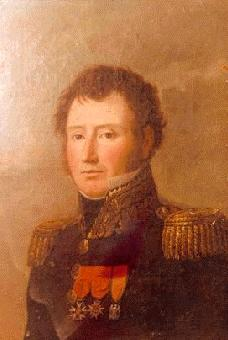
بيار بيرتيزين

كان إنزال الفرنسيين في شبه جزيرة سيدي فرج من طرف جيش أفريقيا الفرنسي يقوده الجنرال دي بورمن بتكليف من شارل العاشر ملك فرنسا بتاريخ 14 جوان 1830م على بُعد 30 كلم عن قصبة الجزائر حيث مقر قيادة «الداي حسين» يهدف إلى اقتحام خلفي لقلعة مدينة الجزائر التي كانت سمعتها الحصينة معروفة منذ الهجوم الفاشل للقوات البحرية الإسبانية عليها بقيادة كارلوس الخامس ما بين 21 و25 أكتوبر 1541م.
وكان الجنرال «بيار بيرتيزين» أول قائد عسكري فرنسي ينزل على أرض أفريقيا بتاريخ 14 جوان 1830م حيث استحوذ في نفس اليوم على «البرج التركي» في سيدي فرج الذي كانت تحرسه ما بين 13 و16 قطعة مدفعية من عيار 16 مم بالإضافة إلى قطعتين من الهاون.
فصادف الفرنسيون مجموعة صغيرة من حراس الساحل العاصمي الجزائريين تم التغلب عليهم بسرعة وسهولة، وأمام أخبار تقدم الجيش الفرنسي نحو مدينة الجزائر قام حوالي 1.000 ساكن جزائري بالبدء في مغادرة أسوار القلعة.
وأثناء ذلك قام «الداي حسين» بجمع جيش مقاومة مكون من جنود الإنكشارية مدعومين بفيالق مستقدَمة من دار السلطان ومن البايات في بايلك الغرب وبايلك التيطري وبايلك الشرق.
وتم وضع هذه القوات الجزائرية تحت قيادة «الآغا إبراهيم» بتعداد بلغ ما بين 30.000 و50.000 جندي مقاوم، رغم أن هؤلاء الرجال لم يكونوا محضرين لمقابلة ومقاومة هذه الحملة الفرنسية المدججة بالأسلحة المتطورة.
وقد كانت عاصفة رعدية قوية هبت على الجنود الفرنسيين بتاريخ 16 جوان 1830م كادت أن تجهز على قوات الجنرال «بيار بيرتيزين» مثلما فعلت مع قوات كارلوس الخامس من قبل ما بين 21 و25 أكتوبر 1541م.
ففي غضون لحظات قليلة ابتلت ذخائر قوات الاحتلال الفرنسي مما أدى بالجنرال دي بورمن، خوفا من هجوم المقاومين الجزائريين في هذه الظروف العصيبة، بأمر جنوده بالتقهقر نحو ساحل سيدي فرج.
إلا أن الجنرال «بيار بيرتيزين» التقى بالجنرال دي بورمن حينها ليعطيه ملاحظات حول كون حركة التراجع القهقرى ستكون لها مساوئ أكثر من سلبيات مواصلة التقدم نحو مدينة الجزائر، حتى إن اقتضى الأمر من الجنود استعمال الحراب فلن يترددوا في ذلك لحظة.
فأذعن الجنرال دي بورمن لهذا الرأي بعد إصرار الجنرال «بيار بيرتيزين» عليه، وإذا بالقوات الفرنسية تتحرك من جديد صوب قصبة الجزائر.

### معركة سطاوالي (1830)

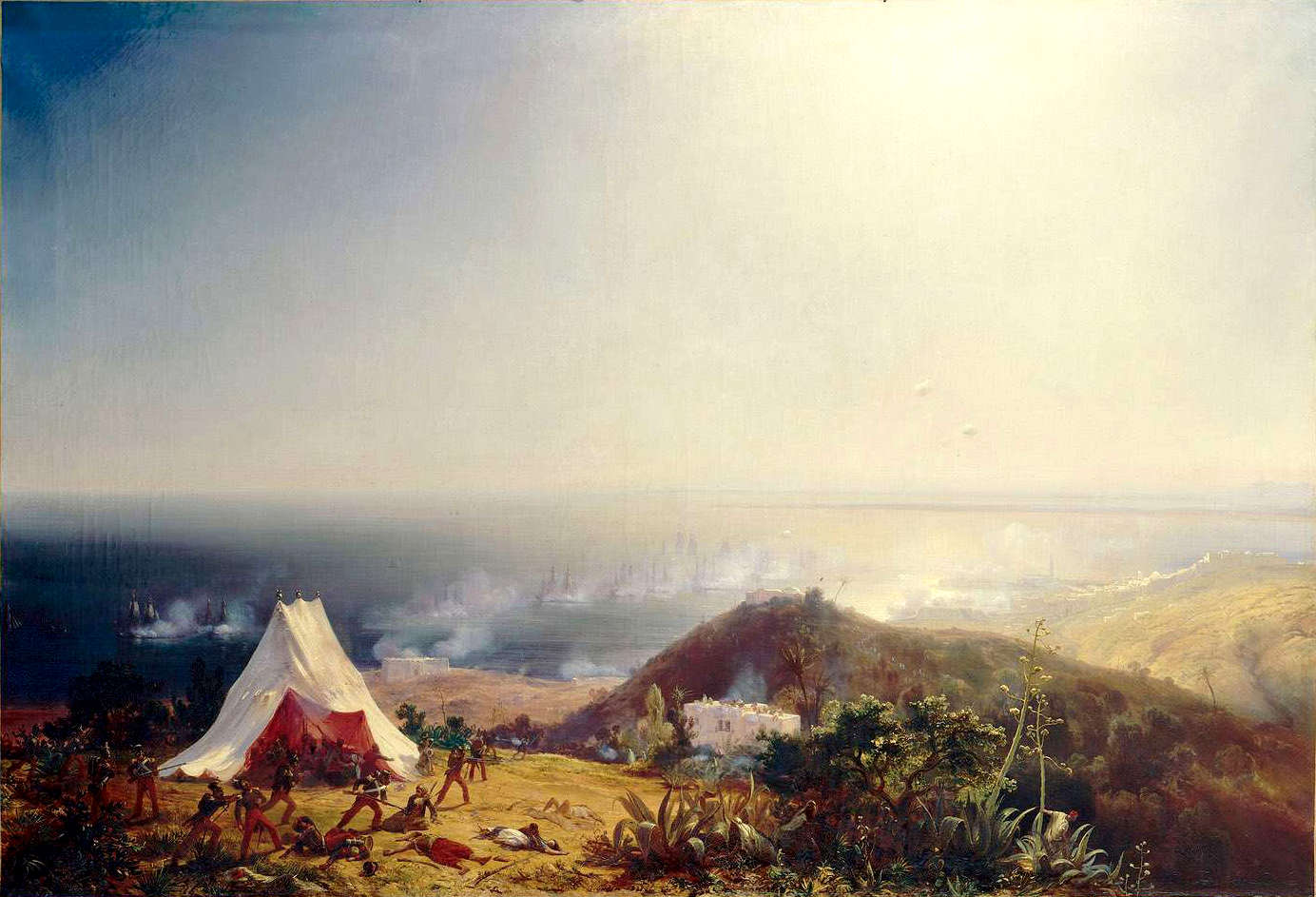
القوات الفرنسية و الانزال على السواحل الجزائرية

قام «الداي حسين» بتنظيم معركة سطاوالي ضد الفرنسيين بقيادة الجنرال «بيار بيرتيزين» أين اشتبك معهم الجزائريون بتاريخ 19 جوان 1830م وأدت إلى احتلال سطاوالي.
ذلك أن قوات الاحتلال الفرنسي بقيت ماكثة غير بعيد عن شبه جزيرة سيدي فرج بعد إنزالها بتاريخ 14 جوان 1830م في انتظار وصول عتاد فرض الحصار على قصبة الجزائر قبل اقتحامها، إلا أن هذا العتاد والعدة تأخر قدوم السفن التي تحمله إلى الساحل الجزائري.
أثناء ذلك كانت قوات المقاومة الشعبية ضد الاحتلال الفرنسي تتقوى في إيالة الجزائر قبل أن تتجمع الفيالق المتوافدة من دار السلطان وبايلك الغرب وبايلك التيطري وبايلك الشرق بقيادة زعيم الإنكشارية «الآغا إبراهيم» وأحمد باي القسنطيني على مستوى «مخيم سطاوالي» بتاريخ 15 جوان 1830م مقابل القوات الفرنسية التي واصلت إنزالها من السفن على ساحل سيدي فرج.
وكان باي المدية المدعو حاج علي مصطفى بومرزاق هو النائب المساعد المباشر لقائده «الآغا إبراهيم».
أما عن «فيلق آغا إبراهيم» فكان متكونا من 3.000 إنكشاري تركي، و5.000 كرغلي، و6.000 موريسكي من مدينة الجزائر، وقوات بايلك التيطري، و6.000 زواوي من منطقة القبائل، أي ما مجموعه أكثر من 20.000 جندي جزائري قام فيلقهم بمهاجمة مجموعة الجنرال «بيار بيرتيزين».
وأما بالنسبة لـ«فيلق باي قسنطينة» فقد كان يضم 1.000 إنكشاري تركي، وفيلق قسنطينة، وفيلق وهران، و6.000 زواوي من منطقة القبائل، أي ما مجموعه أكثر من 20.000 جندي جزائري قام فيلقهم بمهاجمة مجموعة الجنرال «نيكولا لوفيردو».
وتم كذلك تدعيم مواقع المقاومين الجزائريين، الذين بلغ تعدادهم بتاريخ 18 جوان 1830م أكثر من 40.000 جندي مقاوم، عبر خطوط دفاع ضد الفرنسيين بواسطة المدافع والهاون.
ولم يكن إنزال القوات الفرنسية قد اكتمل بَعْدُ حتى تم إخبار الجنرال دي بورمن بأن القوات المقاوِمة الجزائرية قد نصبت خطا من المدفعية الهجومية غير بعيد عن «مخيم سيدي فرج» أثناء الليلة ما بين 18 و19 جوان 1830م.
فقرر الجنرال دي بورمن المبادرة إلى الهجوم على «مخيم سطاوالي» قبل أن يباغتهم هجوم مضاد من المقاوِمين الجزائريين.
وبالفعل، انطلق هجوم المقاومين الجزائريين من «مخيم سطاوالي» على قوات الجنرال «بيار بيرتيزين» عند مطلع فجر يوم 19 جوان 1830م، إلا أن الجنود الفرنسيين استطاعوا صد الهجمة الجزائرية بعد بعض الساعات من الاشتباك.
وكانت نتيجة «معركة سطاوالي» هزيمة الجزائريين واستحواذ الفرنسيين على سلاح مدفعيتهم وعلى «مخيم سطاوالي» أين اتخذوا منه مقر ثكنة استقروا فيها.

## المنفى والوفاة
وهو ما أدى بالداي حسين إلى اختيار منفاه فمكث في مدينة ليفورنو الإيطالية ثلاث سنوات ما بين 1830م و1833م وبعدها استقر نهائيا في الإسكندرية ابتداء من سبتمبر 1833م إلى غاية عام 1838م تاريخ وفاته.

## التراث
- بلدية ولاية الجزائر بالإضافة إلى مقاطعتها مدرجة في تكريمه.
- فريق كرة القدم نصر حسين داي موجود في نفس المقاطعة.

### مواضيع ذات صلة
- داي الجزائر
- الجزائر في عهد الأتراك (1514-1830)
- تاريخ الجزائر
- تاريخ ولاية الجزائر
- تاريخ الجزائر القديم والحديث
- قائمة حكام الجزائر
- مبايعة محمد بن زعموم (1830)
- مبايعة الأمير عبد القادر (1832)
- مبايعة الأمير عبد القادر (1833)
- معاهدة دي بورمن
- معاهدة دي ميشال
- معاهدة تافنة
- معاهدة لاموريسيير
- مقاومة الأمير عبد القادر
- مقاومة متيجة
- تركيبة جيش أفريقيا لحملة 1830